# Aphaenogaster uinta
Aphaenogaster uinta is een mierensoort uit de onderfamilie van de Myrmicinae. De wetenschappelijke naam van de soort werd voor het eerst geldig gepubliceerd in 1917 door William Morton Wheeler.